# Каланчак (селище)
Каланчак (крим. Qalançaq) — селище в Україні, центр Каланчацької селищної громади Скадовського району Херсонської області. Колишній адміністративний центр Каланчацького району та колишній центр Каланчацької волості Дніпровського повіту Таврійської губернії. Відстань до облцентру становить близько 84 км і проходить автошляхом E97.

## Основні відомості
Лежить на річці Каланчак, за 23 км від залізничної станції Каланчак.
Населення: 9,1 тисяч.
Засновано 1794. Селище міського типу від 1967.
Середня температура січня: +2,7°. Середня температура липня: +23,4°. Опадів 314 мм на рік.
Площа зелених насаджень — 133,4 га.
Маслозавод, харчосмакова фабрика.

## Історія
Походження назви селища трактується по-різному. Наприклад, Є. П. Шевельов у статті «Про деякі городки і кургани в Дніпровському повіті Таврійської губернії» зазначає: «… за сім верстов од скарбового села Каланчак є невелике старовинне укріплення, котре навколишні жителі називають городком». Це укріплення в кримських татар називалося «Кале-Кучук» (мала фортеця). Тому нібито і саме село дістало назву «Каланчак».
У середні віки у степовій Таврії цілу низку назв створили тюркські родові об'єднання. Розшифрувати їх важко, бо нерідко першопоява переозвучувалась, як у староукраїнських, так і в мусульманських джерелах. Типовий приклад — Каланчак. Це найменування має ряд варіантів: Каланчак (літопис Самовидця), Колончик (реаляція 1750 р.), Колончак (у різних документах), Канлинчак, Канилчак (у турецьких рукописах), Какличик (Ф. Брун), Количка (нім. автор Туеман, що написав розвідку «Кримське ханство» 1784 р.).
У другій половині XVI ст. поблизу теперішнього Каланчака, неподалік від кам'яного мосту відбулась сутичка між козацьким військом під проводом Богдана Ружинського та кримськими татарами на чолі з Девлет-Гіреєм. Бій закінчився перемогою козаків, розбиті кримські татари відступили. Ружинський, відрізавши частину відступаючих, погнав їх до Каланчацького лиману. У вирішальний момент він увів у бій кінний резерв і знищив ті чамбули, що були притиснуті до затоки, не дозволивши ханові прийти їм на допомогу.
Станом на 1886 рік в селі мешкало 4100 осіб, налічувалось 640 дворів, існували православна церква, школа та 5 лавок.
На початку ХХ ст. у Каланчаку почали з'являтися перші промислові підприємства для перероблювання сільськогосподарських продуктів. Протягом 1899—1913 рр. в селі з'явилось п'ять парових млинів, дві олійниці. Діяло 2 цегельні заводи, що давали додатково і черепицю.
Торгівлю вели понад два десятки дрібних лавок, з річним оборотом до 140 тис. крб.
З 1873 року в Каланчаку працює щорічний ярмарок, де продавалась худоба, коні, продукти землеробства, кожухи, мануфактура. А з 1887 р. щонеділі став збиратися базар.
У 1843 році було відкрито церковноприходську школу на два класи. Медичного ж закладу на селі не було 68 років. Земську лікарню на 8 ліжок відкрили тільки в 1911 році. Її обслуговував один лікар.
Приватна аптека діяла на селі з 1903 року.
У 1912 році було відкрито першу бібліотеку.
5 травня 1931 року було засновано газету «Слава Праці», що друкується і понині.
За період Другої Світової війни приблизно 2000 каланчакців-солдатів брали участь у бойових діях, з них 1549 осіб загинуло.

### Російсько-Українська війна (2014-2023)
21 березня 2014-го загинув біля селища Каланчак внаслідок вибуху самохідної артилерійської установки солдат 26-ї бригади Олександр Мартинюк. Згідно з висновками комісії, вибух стався через потрапляння невідомого пристрою в башту САУ. З п'яти членів екіпажу троє зазнали опіків, механік-водій залишився неушкодженим.

### Російське вторгнення в Україну (2022)
Під час російського вторгнення в Україну місто було тимчасово окуповане російськими військами у перший день війни. Всупереч жорстким мірам окупантів, у місті героїчно проводили мітинги проти російського режиму.

## Населення

### Мова
Розподіл населення за рідною мовою за даними перепису 2001 року:
| Мова            | Кількість | Відсоток |
| --------------- | --------- | -------- |
| українська      | 10296     | 92.62%   |
| російська       | 743       | 6.68%    |
| вірменська      | 27        | 0.24%    |
| білоруська      | 14        | 0.13%    |
| циганська       | 11        | 0.10%    |
| румунська       | 9         | 0.08%    |
| болгарська      | 2         | 0.02%    |
| угорська        | 1         | 0.01%    |
| інші/не вказали | 13        | 0.12%    |
| Усього          | 11116     | 100%     |

## Храми
- Свято-Преображенська парафія УПЦ МП
- Парафія усіх Святих Землі Української ПЦУ

## Відомі особи
У Каланчаку народилися
- Тимофій Якович Левицький (1913—1945) — військовик. Герой Радянського Союзу (1945, посмертно). Учасник Другої Світової Війни.
- Береза Олександр Григорович (1971—2015) — молодший сержант Збройних сил України, учасник російсько-української війни. Командир відділення, 79-а аеромобільна бригада. 24 січня 2015 р. загинув у бою за Донецький аеропорт під час мінометного обстрілу терористами. Похований в смт Каланчак.
- Мілько Володимир Єфремович (1911 — ? після 1972) — український радянський скульптор.
- Дніпровський Іван (1895-1934) — письменник.

Каланчацьку загальноосвітню школу І — ІІІ ступенів № 1 ім. Н. К. Крупської закінчив Ігор Кондратюк (* 1962).
У Каланчаку проживали: Іржик Юрій Іванович — молодший сержант Збройних сил України, учасник війни на сході України, (21-й окремий мотопіхотний батальйон, 56-а окрема мотопіхотна бригада, псевдо «Йожик»). Загинув 23 травня 2016 р. під час мінометного обстрілу Павлопіль (Волноваський р-н, Донецька область). Похований у смт Каланчак Херсонської області.